# Víctor Espárrago
Víctor Rodolfo Espárrago Videla (6 października 1944) – piłkarz urugwajski, pomocnik. Wzrost 174 cm, waga 73 kg. Później trener.
Jako piłkarz klubu Club Nacional de Football był w kadrze reprezentacji Urugwaju w finałach mistrzostw świata w 1966 roku, gdzie Urugwaj dotarł do ćwierćfinału. Espárrago nie zagrał w żadnym meczu.
Będąc wciąż graczem Nacionalu wziął udział wraz z reprezentacją Urugwaju w finałach mistrzostw świata w 1970 roku. Urugwaj został czwartą drużyną świata, a Espárrago zagrał we wszystkich sześciu meczach – z Izraelem, Włochami, Szwecją, ZSRR, Brazylią i Niemcami. Duży rozgłos zdobył dzięki kontrowersyjnej bramce zdobytej w ćwierćfinałowym meczu z ZSRR.
Jako gracz hiszpańskiej Sevilli wystąpił w finałach mistrzostw świata w 1974 roku. Urugwaj odpadł już w fazie grupowej, a Espárrago wystąpił we wszystkich trzech meczach – z Holandią, Bułgarią i Szwecją.
Nigdy nie zagrał w turnieju Copa América.
Od 4 grudnia 1965 do 23 czerwca 1974 rozegrał w reprezentacji Urugwaju 40 meczów i zdobył 1 bramkę
Grał początkowo w klubach Danubio i Cerro, skąd w 1965 znalazł się w Nacionalu. Z klubem tym odniósł najwięcej sukcesów – sześć razy zdobył mistrzostwo Urugwaju (w 1966, 1969, 1970, 1971, 1972 oraz w 1980), wygrał Copa Interamericana (w 1972), dwukrotnie zdobył Copa Libertadores i Puchar Interkontynentalny (w 1970 i 1980). W 1973 przeniósł się z Nacionalu do Hiszpanii, do klubu Sevilla. Potem grał w Recreativo Huelva. W 1979, na zakończenie piłkarskiej kariery, wrócił do Nacionalu. W klubie tym rozegrał łącznie 431 meczów i zdobył 62 bramki.
Po zakończeniu kariery piłkarskiej został trenerem i w 1985 został szkoleniowcem Nacionalu. W 1987 przeniósł się do Hiszpanii, gdzie pracował w klubach Cádiz CF, Valencia CF, Sevilla, Albacete Balompié, Real Valladolid i Real Saragossa.